# Lucia Engombe
Lucia Engombe (* 13. Oktober 1972 in Oshakati, Südwestafrika) ist eine namibische Journalistin.
Engombe wurde als Tochter von Immanuel Engombe und  Tuahafifua Engombe geboren. Bereits mit vier Jahren ging sie mit ihren Eltern im Rahmen des namibischen Befreiungskampfes ins Exil nach Sambia. 1979 wurde sie für die Entsendung in die Deutsche Demokratische Republik ausgewählt, wo sie bis 1989 lebte. Mit ihr zogen 79 weitere Kinder zunächst ins Schloss Bellin. 1985 zogen die Kinder in die „Schule der Freundschaft“ nach Staßfurt. Dort lebten bereits etwa 900 Kinder aus Mosambik. 1989 wurde sie nach Windhoek abgeschoben.
Engombe besuchte anschließend, finanziert durch Spender, die Deutsche Höhere Privatschule und die Deutschen Oberschule Windhoek. 1994 machte sie das Abitur. Erst zwei Jahre zuvor traf Engombe, nach mehr als 20 Jahren, ihren Vater wieder, den sie für tot hielt, da er von der SWAPO als Verräter verachtet worden sein soll.
2004 erlangte Engombe durch ihr Buch „Kind Nr. 95: Meine Jugend zwischen Namibia und der DDR“ Bekanntheit, in dem sie über ihr Leben als „DDR-Kind“ berichtet.
Von 2015 bis 2021 war Engombe Leiterin des deutschsprachigen öffentlich-rechtlichen namibischen Hörfunksenders NBC Funkhaus Namibia.

## Schriften
- Kind Nr. 95: Meine Jugend zwischen Namibia und der DDR, Ullstein Taschenbuchverlag, 2004, ISBN 978-3-548-25892-8.